# سیارک ۱۲۲۳۵
سیارک ۱۲۲۳۵ (به انگلیسی: 12235 Imranakperov، نامگذاری:1986RB12) دوازده هزار و دویست و سی و پنجمین سیارک کشف شده‌است که در ۹ سپتامبر ۱۹۸۶ کشف شد.
قدر مطلق سیارک برابر ۶۱.۶ است.